# منصور حمزي
منصور حمزي لاعب كرة قدم سعودي و يلعب في مركز الجناح أيمن و يلعب حالياً مع نادي الخليج.
السعودي .

## مسيرته الكروية
نشأ في نادي اليرموك ، ثم انتقل إلى أولمبي نادي الفيصلي ، واستمر في النادي حتى وصوله إلى الفريق الأول و انتقل إلى نادي الفتح عام 2018 و انتقل إلى نادي الحزم في عام 2019 و انتقل إلى نادي ضمك في صيف 2020 .

## روابط خارجية
- منصور حمزي على موقع قاعدة بيانات كرة القدم.إي يو (الإنجليزية)
- منصور حمزي على موقع Soccerway.com (الإنجليزية)
- منصور حمزي على موقع كووورة